# Tris Imboden
Gregory Tristan "Tris" Imboden (nacido el 27 de julio de 1951) es un baterista estadounidense de rock y jazz. Ha sido el baterista de la banda multiplatino Chicago desde 1990. Como músico de sesión, Imboden ha grabado música con artistas y bandas como Neil Diamond, Kenny Loggins, Firefall, Richard Marx, Steve Vai, Roger Daltrey y Crosby, Stills & Nash. Como baterista de gira ha tocado con Kenny Loggins, Al Jarreau, Chaka Khan, Firefall, Cock Robin, Michael McDonald, The Lobotomys y otros grupos notables.

## Discografía

### Chicago
- Twenty 1 (1991)
- Night & Day Big Band (1995)
- Chicago XXV: The Christmas Album (1998)
- Chicago XXVI: Live in Concert (1999)
- Chicago XXX (2006)
- Chicago XXXII: Stone Of Sisyphus (2008)
- Chicago XXXIII: O Christmas Three (2011)
- Chicago XXXIV: Live in '75 (2011)
- Chicago XXXV: The Nashville Sessions (2013)
- Chicago XXXVI: Now (2014)